# Зубрицкий, Алексей Витальевич
Алексей Витальевич Зубри́цкий (род. 22 августа 1992) — российский космонавт-испытатель отряда Центра подготовки космонавтов имени Ю. А. Гагарина, участник космической экспедиции МКС-73. 136-й космонавт СССР/России (138-й гражданин СССР/России в космосе).
Получил степень бакалавра в ХНУВС, проходил службу в ВВС Украины, в марте 2014 года после российской аннексии Крыма перешел на службу в ВКС России. СМИ сообщали что в марте 2025 он был заочно приговорён Винницким городским судом к 15 годам лишения свободы.

## Биография
Алексей Зубрицкий родился 22 августа 1992 года в селе Владимировское, Запорожской области, Украины.

### Военная служба
27 сентября 2013 года окончил Харьковский национальный университет Воздушных Сил имени Ивана Кожедуба по специальности «Военное управление, Управление действиями подразделений авиации» и специализации «Лётная эксплуатация и боевое применение самолётов».
В период с 2013 по 2014 год, Зубрицкий проходил службу в должности лётчика авиационного звена 204-й Севастопольской бригады тактической авиации ВВС Украины, дислоцировавшейся на аэродроме Бельбек в городе Севастополь, в Крыму.
После российской аннексии Крыма перешел на сторону России.
С марта 2014 года продолжил службу лётчиком в 38-м истребительном авиационном полку ВВС России (в/ч 80159), находящемся в том же месте дислокации, в городе Севастополь.
Далее, с декабря 2014 года по июль 2015 года, проходил службу на равнозначной должности в 31-м истребительном авиационном полку (в/ч 75391), расквартированном в городе Миллерово Ростовской области.
В июле 2015 года, Зубрицкий был переведён для дальнейшего прохождения воинской службы в должности лётчика авиационного звена в 960-й штурмовой авиационный полк (в/ч 75387), дислоцированный в городе Приморско-Ахтарск, Краснодарского края. Летал на самолётах Су-25.
В 2018 году получил воинское звание капитан.
В 2024 году по окончании контракта уволился из Вооруженных сил в запас в звании майора.

### Космическая деятельность
14 марта 2017 года Алексей Зубрицкий подал заявление на участие во 2-м открытом наборе в отряд космонавтов. 8 июня 2018 года получил допуск Главной медицинской комиссии. 9 августа 2018 года его кандидатура была рассмотрена на заседании конкурсной комиссии, 10 августа 2018 года по результатам заседания межведомственной комиссии (МВК) был назван кандидатом в космонавты.
1 ноября 2018 года был переведён в ЦПК имени Ю. А. Гагарина, зачислен в отряд космонавтов и приступил к общекосмической подготовке.
С 30 января по 1 февраля 2019 года в составе условного экипажа вместе с Евгением Прокопьевым и Кириллом Песковым принял участие в тренировках по действиям после посадки в лесисто-болотистой местности зимой («зимнее выживание»).
С 26 по 30 августа в составе группы кандидатов в космонавты прошёл водолазную подготовку в Ногинском спасательном центре МЧС России. 30 августа 2019 года успешно сдал экзамен, и ему была присвоена квалификация «водолаз».
В октябре 2019 года в составе условного экипажа вместе с Александром Гребёнкиным и Евгением Прокопьевым прошёл полный цикл «водного выживания» («сухая», «длинная» и «короткая» тренировки) на базе Универсального морского терминала «Имеретинский» на Чёрном море в Адлерском районе Сочи.
24 ноября 2020 года сдал Государственный экзамен по итогам окончания курса общекосмической подготовки.
2 декабря 2020 года решением Межведомственной квалификационной комиссии (МВКК) по итогам заседания в ЦПК имени Ю. А. Гагарина ему была присвоена квалификация космонавта-испытателя.
13 июля 2021 года в составе условного экипажа вместе с Александром Горбуновым и Александром Гребёнкиным участвовал в двухдневной тренировке по отработке действий после приземления космического аппарата в условиях пустыни.
20 января 2022 года Межведомственная комиссия по отбору космонавтов утвердила его в составе основного экипажа экспедиции МКС-72.
В феврале 2022 года в составе условного экипажа вместе с Александром Горбуновым и Сергеем Микаевым принял участие в тренировке по действиям после нештатной посадки спускаемого аппарата в степи зимой. 10 февраля 2023 года экипаж в составе Сергея Кудь-Сверчкова, Александра Горбунова и Алексея Зубрицкого отработал навыки выживания в зимнем лесу.
В мае 2023 года на сайте ЦПК имени Ю. А. Гагарина появилась информация, что Алексей Зубрицкий проходит подготовку в качестве бортинженера дублирующего экипажа космической экспедиции МКС-73. 21 августа 2024 года Межведомственная комиссия по отбору космонавтов утвердила Алексея Зубрицкого бортинженером основного экипажа экспедиции МКС-73 со стартом на корабле «Союз МС-27».
Осенью 2024 года в составе основного экипажа ТПК «Союз МС-27» совместно с членами экипажа пилотируемого корабля Crew Dragon миссии Crew-10 проходил подготовку к полёту в Космическом центре имени Л. Джонсона НАСА, затем в Кёльне прошёл учебно-тренировочную сессию в Европейском космическом агентстве по работам в лабораторном модуле «Колумбус», предназначенном для научных экспериментов. 
8 апреля 2025 года корабль «Союз МС-27» под командованием Сергея Рыжикова доставил бортинженеров Зубрицкого и Джонатана Кима (США) на борт МКС.

## Награды
- медали «За отличие в военной службе» II и III степени.

## Семья
Женат, воспитывает дочь и сына.

### Комментарии
1. ↑  Кроме профессиональных космонавтов СССР/России, в космосе побывали российские участники космического полёта на ТПК «Союз МС-19» режиссёр Клим Шипенко и актриса Юлия Пересильд, которые с 5 по 12 октября 2021 года участвовали в съёмках на орбите художественного фильма «Вызов».